# 李桥乡 (山丹县)
李桥乡，是中华人民共和国甘肃省张掖市山丹县下辖的一个乡镇级行政单位。

## 行政区划
李桥乡下辖以下地区：
杨坝村、高庙村、吴宁村、巴寨村、河湾村、下寨村、上寨村、周庄村、东沟村和西沟村。